# Howard Odum
Howard Thomas Odum (Chapel Hill (Carolina do Norte), 1 de setembro de 1924 — 11 de setembro de 2002) foi um ecologista estadunidense.